# Cynanchum scopulosum
Cynanchum scopulosum är en oleanderväxtart som beskrevs av Jean Marie Bosser. Cynanchum scopulosum ingår i släktet Cynanchum och familjen oleanderväxter. Inga underarter finns listade i Catalogue of Life.